# Sävö (naturreservat)
Sävö är ett naturreservat i Nyköpings kommun i Södermanlands län.
Området är naturskyddat sedan 1987 och är 303 hektar stort. Reservatet omfattar Sävö med kringliggande småöar kobbar och vattenytor i Nyköpings skärgård. 